# Karoline von Günderrode
Karoline Friederike Louise Maximiliane von Günderrode (Karlsruhe, 1780. február 11. – Winkel,1806. július 6.) német költő.

## Pályafutása
Apja halála után a patricius család anyagi nehézségekkel küszködött. A Frankfurtban működő evangélikus jótékonysági alapítvány intézete tanulást és megélhetést biztosított Karoline számára. Élénk fantáziája volt és nagy hajlamot mutatott a rajongásra. Midőn a híres régiségbuvár, Creuzer, tartós szerelmi viszony után őt elhagyta, kedélybeteg és öngyilkos lett 1806-ban. Tian név alatt irta műveit: Gedichte und Phanstasien (Hamburg, 1804); Poetsche Fragmente (Frankfurt, 1805); Aufsätze und gedichte (A. Bachmann közölte a Sommertaschenbuch-ban és más almanachokban). Emlékét Bettina von Arnim örökítette meg. Die Günderode című művében (Grünberg 1840, 2. kötet). Költeményeinek egy gyűjteményét Götze adta ki (Mannheim, 1857).